# Direct Rail Services

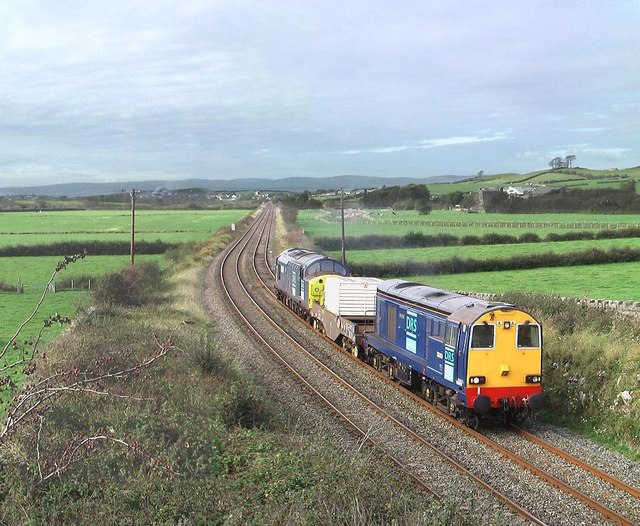
Vervoer van radioactief afval door DRS

Direct Rail Services (DRS) is een Britse goederenvervoerder per spoor. Het is eigendom van de Nuclear Decommissioning Authority, en is daarmee de enige Britse spoorwegvrachtvervoerder die nog publiek bezit is.
Het bedrijf verzorgt vervoer van radioactief afval, maar ook ander goederentransport, en zelfs personenvervoer.